# Mălăeștii de Sus
Mălăeștii de Sus – wieś w Rumunii, w okręgu Prahova, w gminie Dumbrăvești. W 2011 roku liczyła 200 mieszkańców.